# Andreas Stjernen
Andreas Stjernen (Levanger, 30 de julio de 1988) es un deportista noruego que compite en salto en esquí.
Participó en los Juegos Olímpicos de Pyeongchang 2018, obteniendo una medalla de oro en la prueba de trampolín grande por equipo (junto con Daniel-André Tande, Johann André Forfang y Robert Johansson).
Ganó dos medallas en el Campeonato Mundial de Esquí Nórdico, plata en 2019 y bronce en 2017.

## Palmarés internacional
| Juegos Olímpicos   | Juegos Olímpicos            | Juegos Olímpicos  | Juegos Olímpicos |
| Año                | Lugar                       | Medalla           | Prueba           |
| ------------------ | --------------------------- | ----------------- | ---------------- |
| 2018               | Pyeongchang (Corea del Sur) | Medalla de oro    | TG por equipos   |
| Campeonato Mundial |                             |                   |                  |
| Año                | Lugar                       | Medalla           | Prueba           |
| 2017               | Lahti (Finlandia)           | Medalla de plata  | TG por equipos   |
| 2019               | Seefeld (Austria)           | Medalla de bronce | TN equipo mixto  |